# Bene Deror
Bene Deror (hebr. בני דרור) – moszaw położony w samorządzie regionu Lew ha-Szaron, w Dystrykcie Centralnym, w Izraelu.
Leży na równinie Szaron, w otoczeniu miasteczek Ewen Jehuda, Coran-Kadima i Tel Mond, oraz moszawu Cherut. Jest siedzibą władz administracyjnych samorządu regionu Lew ha-Szaron.

## Historia
Moszaw został założony 12 maja 1946 przez zdemobilizowanych żydowskich żołnierzy z Brytyjskich Sił Zbrojnych, którzy walczyli podczas II wojny światowej w Afryce Północnej i Włoszech. Nazwa przedstawia pragnienie założycieli by żyć jako wolni ludzie.

## Kultura i sport
W moszawie jest ośrodek kultury oraz korty tenisowe.

## Gospodarka
Gospodarka moszawu opiera się na intensywnym rolnictwie i sadownictwie. Z zakładów jest tutaj firma produkująca meble, okulary słoneczne oraz opakowania.

## Komunikacja
Wzdłuż południowej granicy moszawu przebiega droga nr 553 , którą jadąc na zachód dojeżdża się do drogi ekspresowej nr 4  (Erez–Kefar Rosz ha-Nikra) i miasteczka Ewen Jehuda, lub jadąc na wschód dojeżdża się do miasteczek Coran-Kadima i Tel Mond.